# Saint-Aignan-des-Gués
Saint-Aignan-des-Gués là một xã của tỉnh Loiret, thuộc vùng Centre-Val de Loire, miền trung nước Pháp.